# 夏苅郁子
夏苅 郁子（なつかり いくこ、1954年 - ）は、日本の精神科医。

## 人物
北海道生まれ。父親の転勤で、幼少期から中学時代まで引っ越しが多かった。10歳のとき、母が統合失調症にかかる。家庭を顧みず収入を家に入れぬ父親とは疎遠であり、病んだ母親と二人の孤立した過酷な少女時代を送る。
両親が離婚した後、実家に引き取られた母と会うことを拒む。父の籍に残ることになったがもともと疎遠な父と暮らすことはなく、孤独と絶望から2度の自殺未遂。友人の仲介により母と再会した。その後イラストレーターの中村ユキ著の「我が家の母はビョーキです」という本を読んで、母の統合失調症を真正面から向き合うことにした。
浜松医科大学医学部卒業後、同精神科助手、共立菊川病院、神経科浜松病院を経て、2000年やきつべの径診療所（静岡県焼津市）を開業。現在は焼津市在住で、精神科医である夫とともに診療所を営む傍ら、その母の介護経験を基とした統合失調症の理解・啓蒙のための運動に取り組み、2012年に「心病む母が遺してくれたもの～精神科医の回復への道のり」を上梓した。
2017年8月21日『人は、人を浴びて人になる』ライフサイエンス出版 を上梓する。
全国各地域から講演依頼が殺到している。

## 出演
- ラジオ深夜便（2013年2月21日深夜=2月22日未明）「あすへのことば・統合失調症の母との歩み」（音声ストリーミング放送）